# Bumblebee (Transformers)
Pour les articles homonymes, voir Bumblebee.
 (décembre 2019).
Si vous disposez d'ouvrages ou d'articles de référence ou si vous connaissez des sites web de qualité traitant du thème abordé ici, merci de compléter l'article en donnant les références utiles à sa vérifiabilité et en les liant à la section « Notes et références ».
Bumblebee est un robot dans l'univers de fiction Transformers. Il est membre des Autobots, un groupe de robots extraterrestres capables de se transformer en divers véhicules. Dans la plupart des versions, Bumblebee est une petite Volkswagen Coccinelle jaune, mais apparaît au cinéma comme une muscle car (voiture sportive américaine) jaune et noire. Le personnage doit son nom au bourdon, une abeille à rayures noires et jaunes. Bumblebee apparaît dans la plupart des séries et devient le principal protagoniste de Transformers: Robots in Disguise, Bumblebee et Transformers: Cyberverse.

## Biographie

### Séries

#### Transformers: Génération 1

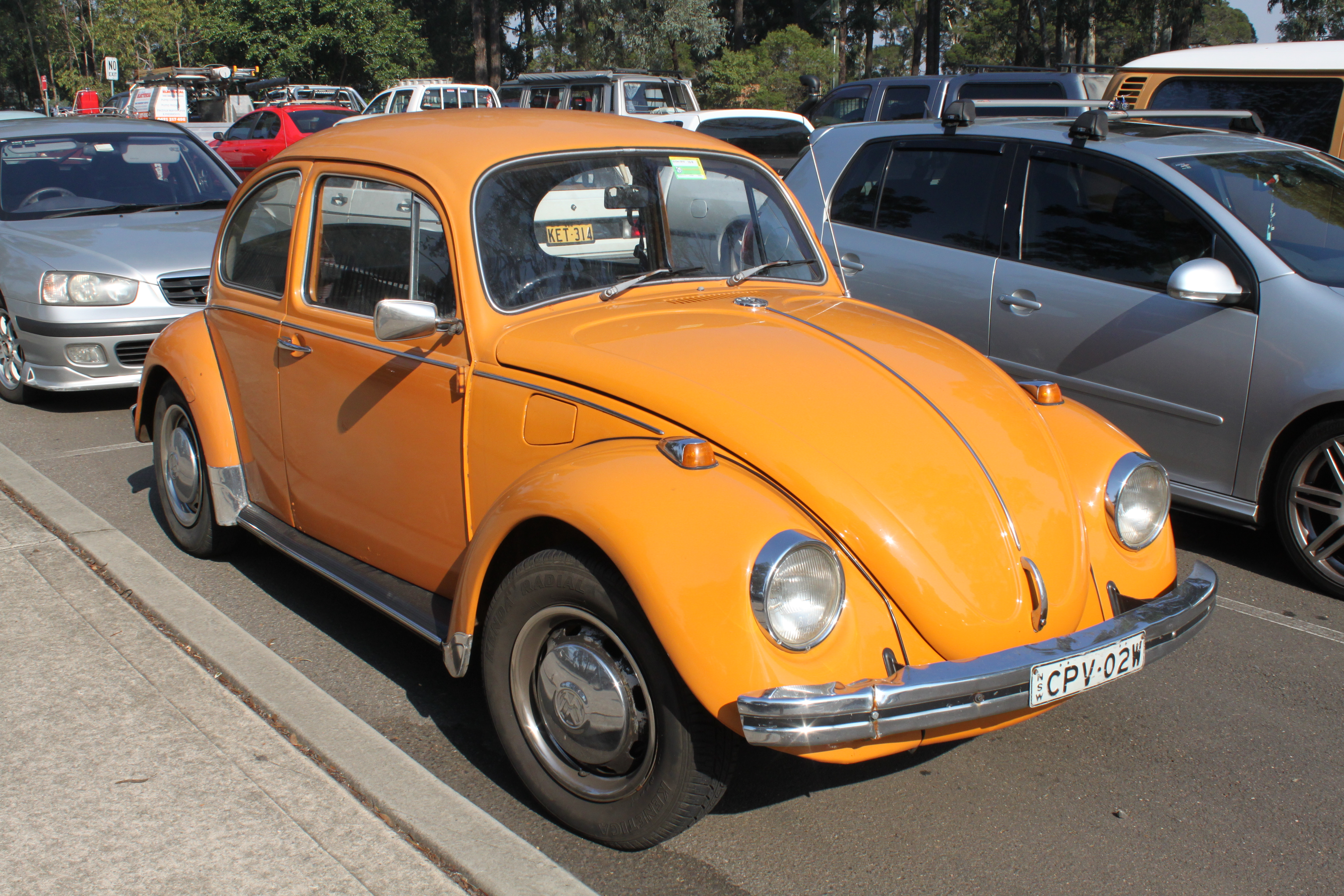
Dans la série animée d'origine, Bumblebee se transforme en Volkswagen Coccinelle jaune.

La série originale présente Bumblebee comme le « petit frère » des autres Autobots : de petite taille, il est plus jeune que les autres, tient à leur montrer son respect et son admiration (particulièrement Optimus Prime) et se comporte comme un adolescent.
Il a tendance à prendre des risques démesurés, ce qui complique parfois les choses, mais il demeure efficace. Il joue un rôle essentiel dans la série car il est le personnage auquel les enfants peuvent le plus facilement s'identifier, et à ce titre il s'entend bien avec le plus jeune fils de la famille Witwicky (ce fait est conservé, et même amplifié dans le film). Il a une forte acuité visuelle et une grande vitesse. À noter que son caractère d'adolescent a inspiré celui d'autres personnages, comme le maximal Vélocitor. Bumblebee a un double, Cliffjumper.
Bumblebee et Optimus Prime sont des coéquipiers de très longue date et sont assez proches. 
Celui-ci a sauvé la vie de Prime dans l'épisode 19. Dans les derniers épisodes de la saison 3, il n'a pas été infecté et il a aidé Optimus. 
Bumblebee est blessé mais est réparé par Alpha-Q et est renommé Goldbug.
Jazz et lui sont très proches c'est peut-être pour cette raison qu'on les voit dans le film, de plus Ratchet et Ironhide partagent le même corps, ce qui n'a pas d'explication dans le film.
Bumblebee a été désigné pour faire partie du film grâce à sa popularité.

#### Transformers Armada
Le personnage de Hot Shot dans la série Transformers Armada présente beaucoup de similitudes avec Bumblebee, notamment en étant le personnage le plus proche des humains, et se transforme en une voiture de sports jaune. Il devait, par ailleurs, porter le nom de l'éclaireur Autobot, mais fut renommé pour cause de droits d'auteur sur le nom "Bumblebee".

#### Transformers: Animated
Bumblebee est l'un des personnages principaux de la série Transformers: Animated. Comme dans toutes les séries, il se transforme en voiture jaune, cette fois une citadine polyvalente. Son camouflage vient de la voiture du commissaire Fanzone à Détroit
Il est armé de deux blasters en formes de dard, avec lesquels il peut tirer en rafale avec une précision incroyable, bien que, d'après la série, il était mauvais tireur autrefois. Il est le plus immature et le moins sérieux du groupe, bien qu'il reste compétent. C'est aussi un ami de longue date de Bulkhead. Il exaspère régulièrement Prowl, qui supporte mal son comportement immature.
Selon les révélations faites dans l'épisode 25, Bumblebee avait autrefois intégré un groupe de soldats Autobots sur Cybertron, espérant faire suffisamment ses preuves et intégrer la Garde d'élite.
Le groupe incluait, en dehors de lui-même, Ironhide, Wasp, Longarm et Bulkhead, et était dirigé par Sentinel Minor. Bumblebee fut rapidement considéré, avec Bulkhead, comme le membre le moins compétent du groupe, et Sentinel Prime lui donna le nom de « Bumblebee » (bourdon en français), estimant que ses tirs ne valaient pas mieux que les piqûres d'un « bourdon aveugle ».
Bumblebee découvrit cependant la présence d'un espion decepticon dans son groupe, et, à la suite d'une erreur, prit Wasp pour cet espion. Grâce à l'aide du vrai coupable, Longarm, il envoya Wasp en prison, remontant ainsi dans l'estime de Sentinel Prime. 
Ce dernier prévoyait à priori de l'intégrer à la Garde d’Élite en récompense, mais Bulkhead faillit être renvoyé pour avoir involontairement blessé Sentinel, Bumblebee fit croire qu'il était lui-même le responsable.
Il sauva ainsi la carrière de son ami, mais ne put en revanche jamais intégrer la Garde d’Élite et fut à la place nommé technicien de Porte Stellaire avec Bulkhead.
Au moment de la série, cependant, tous deux ont été assignés à l'équipage du chef autobot Optimus Prime avec le médecin Ratchet et le Ninja Prowl, dans le cadre de missions non-militaires. Alors qu'ils étaient occupés à entretenir une Porte Stellaire, ils trouvèrent la Matrice (l'allSpark), objet perdu depuis des années. Cela leur valut d'être rapidement attaqués par les Decepticons, et même par Mégatron en personne. Durant l'attaque, ils furent involontairement envoyés sur Terre, où leur vaisseau, ayant subi trop de dégâts, dut effectuer un atterrissage d'urgence dans le lac de Detroit. Les Autobots se mirent donc en état d'hibernation en attendant qu'une raison valable ne les réveille.
Cinquante ans plus tard, l'introduction dans le vaisseau d'une substance intruse entraîna le réveil de l'équipage. Après avoir scanné des véhicules aux alentours et adapté leur mode de camouflage, les Autobots sortirent de leur vaisseau, et sauvèrent la ville d'un monstre accidentellement créé par des scientifiques. À l'occasion, Bumblebee se lia d'amitié avec Sari, qu'il emmena dans le vaisseau. Cette dernière fut alors exposée à la Matrice, donnant à sa clé magnétique une partie des facultés de l'objet.

#### Transformers: Prime
Dans Transformers: Prime, Bumblebee intervient pour aider Arcee quand elle se fait attaquer par deux peticons. Puis il devient le protecteur de Raf (Raphaël) Esquivel qui lui fait immédiatement confiance contrairement à Jack Darby, le protégé d'Arcee. Raf est le seul à pouvoir le comprendre car il ne parle pas mais fait des sons comparables à un klaxon. Bumblebee est le meilleur ami de Raf alors quand un jour Bumblebee se retrouve possédé par Megatron, Raf intervient avec Ratchet pour l'aider. Bumblebee fait preuve de courage, notamment quand il se propose pour aller dans la mémoire de Megatron pour y trouver le remède du virus qu'a attrapé Optimus Prime, bien que ce soit dangereux. Il est sensible et particulièrement quand il arrive quelque chose à Raf: quand Megatron a tiré sur lui en mode voiture alors que Raf était à son bord, il l'a ramené à la base en le portant dans ses bras. Il retrouve sa bonne humeur lorsque Raf est sauvé par Ratchet et la mère de Jack qui est infirmière. Il est de nouveau triste quand la mère de Jack décide de ramener Raf chez ses parents. Sur le chemin des éclairs frappent sur la voiture et elle percute un poteau. Puis une tornade s'approche et la voiture commence à s'envoler quand Bumblebee intervient et sauve Raf et la mère de Jack. Ils rentrent tous ensemble à la base. Bumblebee participe au dernier combat de la saison où les Autobots s'allient à Megatron. Bumblebee, Arcee et Bulkhead s'en sortent sains et saufs et reviennent à la base sans Optimus Prime, qui  a perdu la mémoire dans une explosion et est reparti avec Megatron, qu'il croît être son amie. Dans la deuxième saison, les Autobots, Jack, Raf et Miko sauvent Optimus (avant de se sacrifier Optimus a donné une clé à Jack, qui l'a utilisé pour faire rendre sa mémoire à Optimus). Dans les épisodes 3 et 4 de la saison 2, Bumblebee se fait enlever par des humains (épisode 4 de la saison 2) qui lui retirent son T-cog (le T-cog permet à un autobot ou à un decepticon de se transformer ou de sortir leurs armes) Bumblebee va faire tout ce qu'il peut pour le récupérer, malheureusement pour lui Starscream le détruit sous ses yeux. 
Déçu, il rentre à la base, mais Ratchet va essayer de le sauver et il va réussir. Dans la saison 3, il meurt sous les tirs de Mégatron mais revient à la vie grâce à la cyber-matière et retrouve aussi sa voix en tuant Megatron avec le sabre des étoiles.

#### Transformers Rescue Bot
Il est apparu dans cette série avec les Rescue Bot et il a perdu sa voix qu'il finit par retrouver.

#### Transformers: Robots in Disguise
Dans cette série, se déroulant après les évènements de Transformers Prime, Bumblebee reçoit un message d'Optimus Prime lui demandant de retourner sur Terre. Suivi de sa coéquipière Strongarm et de la tête brulée Sideswipe, ils vont découvrir que le vaisseau-prison Alchemor s'est écrasé sur Terre et que bon nombre de Decepticons prisonniers se sont évadés.
Avec l'aide du gardien Fixit, de l'ancien prisonnier Grimlock et des humains Denny Clay et son fils Russell. Ils vont devoir retrouver les prisonniers et les remettre en cellule, mais affronteront également des menaces encore plus grande, notamment le Prime déchu, Megatronus.

#### Transformers: Cyberverse
Dans cette série, Bumblebee erre sur Terre, amnésique, et rencontre Windblade qui va l'aider à retrouver sa mémoire.

#### Transformers: La trilogie de la guerre pour Cybertron
Dans cette série, retraçant l'histoire de la guerre civile, Bumblebee apparait comme un jeune mercenaire neutre, ni Autobot, ni Decepticon, et refusant de prendre part à la guerre. Après la mort d'Ultra Magnus, il se retrouvera malgré lui en possession des connaissances d'Alpha Trion, après réflexion, il finit par rejoindre le camp des Autobots et de les aider à trouver l'Allspark afin de l'envoyer dans un endroit sûr via un pont spatial.

#### Transformers: EarthSpark
Dans cette série, Bumblebee est toujours l'éclaireur des Autobots, mais contrairement à ses versions précédentes, il était très peu proche des humains. Durant la guerre, il est resté sur Cybertron pour assurer les arrières de ses coéquipiers pour finalement les rejoindre. Après la guerre, il vit caché sur Terre où il est devenu un héros de guerre, ce qui lui est monté à la tête. Optimus Prime le contacte pour superviser l'entrainement des deux Terrans, Twitch et Thrash.
Au début, pressé de finir cette mission, il se heurte aux us et coutumes de la famille Malto, notamment Alex qui est son plus grand fan, ainsi qu'aux comportements des deux Terrans. Son impatience et son inexpérience lui vaudra le mépris de ces derniers. Cependant, il parvient à se racheter et finit par s'intégrer et devenir un membre à part entière de la famille.

### Films
- Nom : Bumblebee
- Affiliation : Autobot

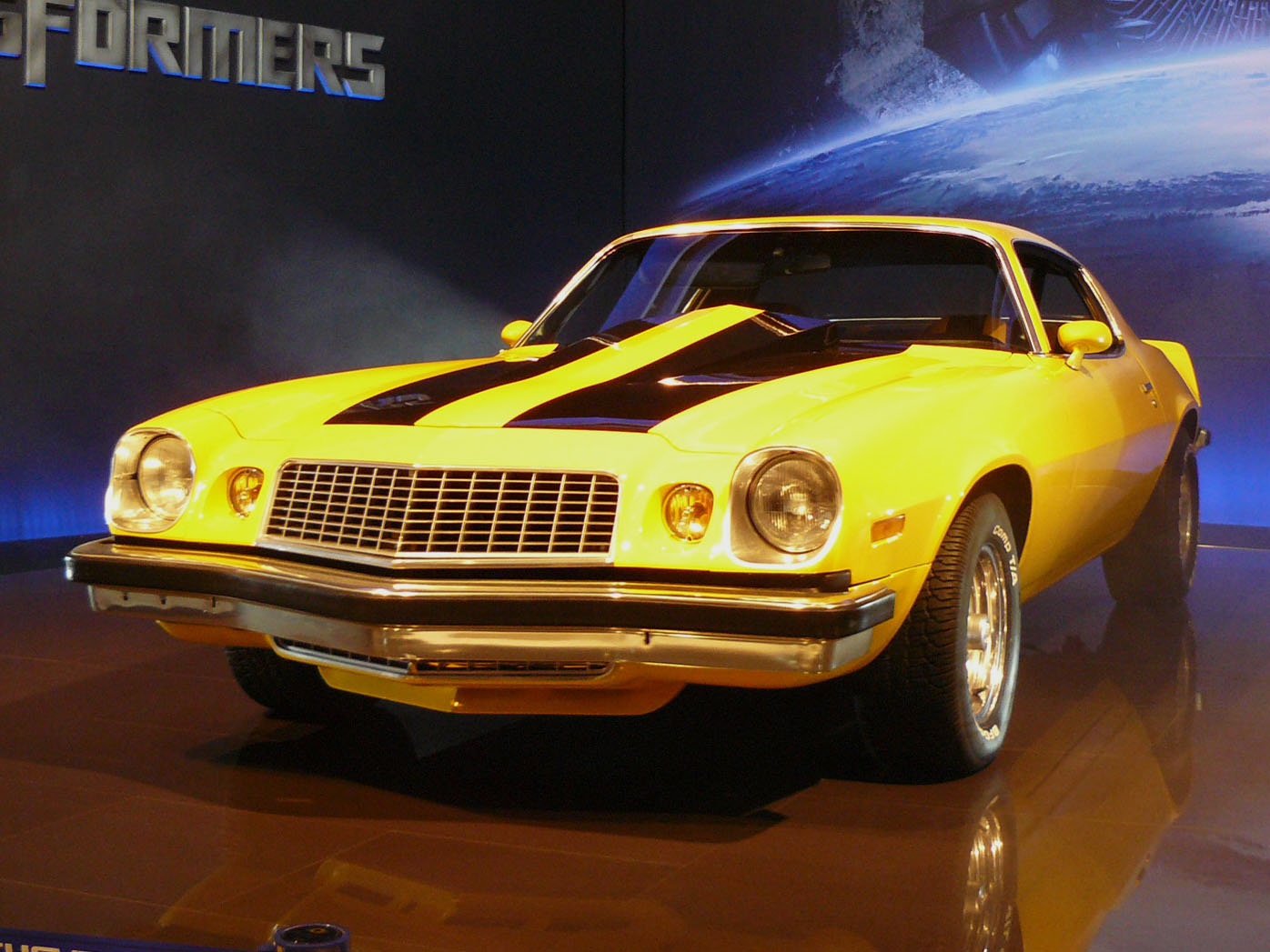
Bumblebee, qui se transformait en Volkswagen Coccinelle dans la série d'animation des années 1980, est devenu une Chevrolet Camaro dans ce film.

- Forme alternative : Chevrolet Camaro 1976 (dans Transformers) puis Chevrolet Camaro SS, et en Chevrolet Camaro ZL1 jusqu'à Transformers : L'Âge de l'extinction, où on le retrouve au début en Camaro SS de 1967, puis en Chevrolet Camaro Concept 2014, spécialement créé pour le film.
- Armes : Lance-missiles, canon blaster, marteau.
- Ennemis tués : Brawl, les Appliencebots, Ravage, Reedman, Rampage, Hatchet, Laserbeak, Soundwave (en), les Protoforms, les Steeljaws, les Traxes, Stinger, Mohawk, Nitro Zeus, Blitzwing, Dropkick et Shatter.

Dans le film, Bumblebee est à peu près similaire à la description de la série, avec toutefois quelques modifications et ajouts. Le principal changement est qu'il ne se transforme pas en Volkswagen Coccinelle (tout simplement parce que la marque Volkswagen refusait d'être associée à un film de guerre), mais en Chevrolet Camaro.
Il est également presque incapable de parler, sa boîte vocale ayant été endommagée par Mégatron pendant la bataille de Tiger Pax, une ville de Cybertron, mais peut faire des phrases en utilisant sa radio (cela donne alors un ensemble de mots tirés de diverses émissions et mis bout à bout, ce qui est assez comique). 
Ce problème est réparé à la fin du film. Bien que relativement plus petit que la plupart des Transformers (il est à peine plus grand que Jazz) et de par son aspect inoffensif dû à sa couleur jaune et son visage engageant, Bumblebee est souvent sous-estimé alors que sa rapidité et son agilité hors norme lui ont souvent permis de vaincre des adversaires bien plus grands et puissants que lui (Barricade ou Rampage).

#### Transformers

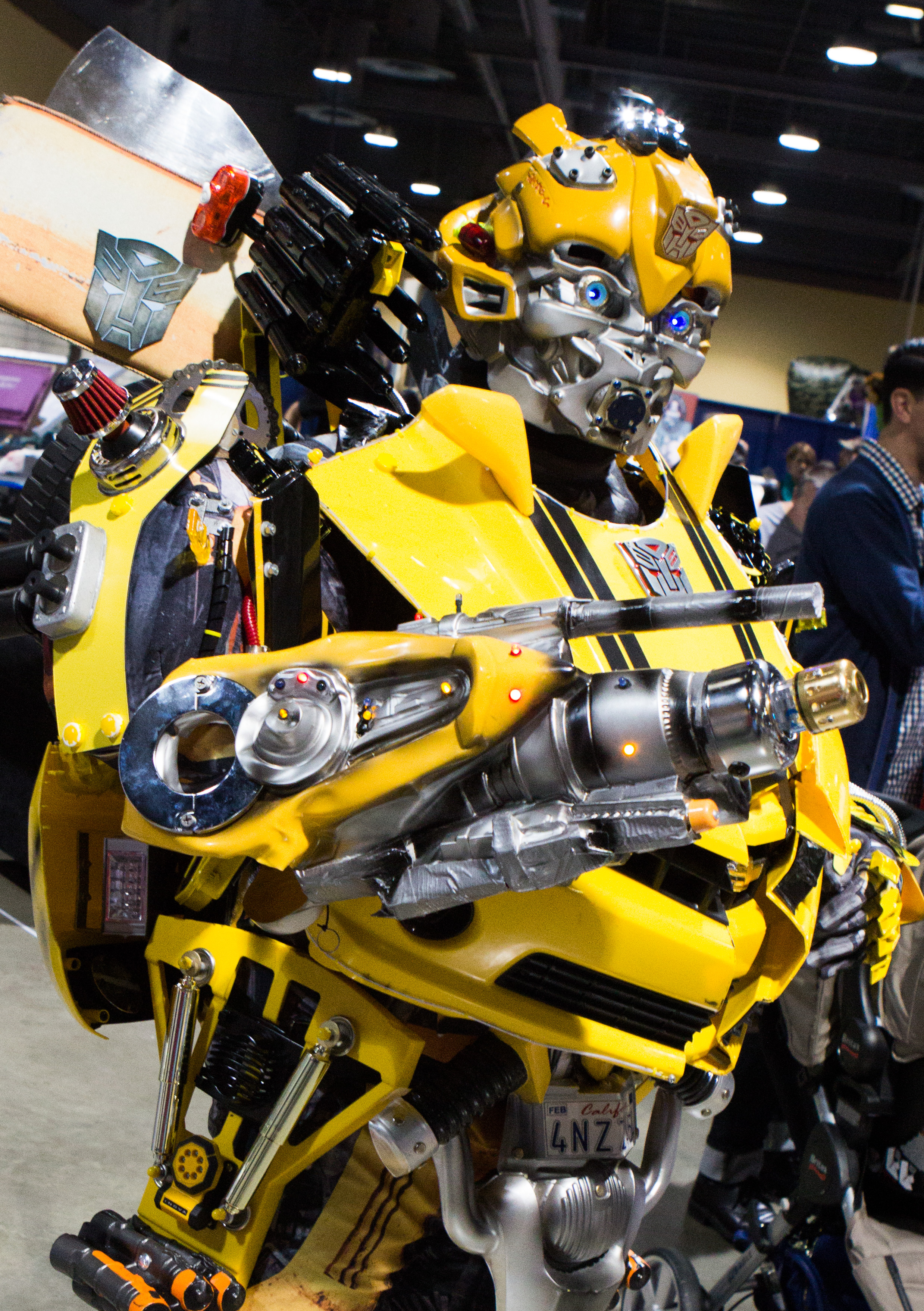
Cosplay de la version cinématographique de Bumblebee.

Dans le premier film, Bumblebee est le premier Autobot arrivé sur Terre, étant celui chargé de défendre l'humain Sam Witwicky.
Dans ce but, il a pris la forme d'une Chevrolet Camaro 1976 et s'est infiltré dans une vieille boutique de voitures d'occasion au moment où Sam y passait avec son père pour acheter une voiture.
Comme prévu, Sam choisit Bumblebee, et comme le vendeur exigeait un prix trop cher, l'Autobot usa de sa radio pour déclencher des ultrasons qui firent éclater les pare-brises de toutes les autres voitures de la boutique. 
Terrorisé, le vendeur accepta finalement de le vendre à un prix très bas (4000 dollars).
Par la suite, Sam s'attacha vite à sa voiture, malgré le fait qu'elle soit vieille et semble parfois fonctionner bizarrement (elle allumait sa radio toute seule, tombait en panne puis redémarrait tout de suite après, etc.). 
Une nuit, Bumblebee quitta la maison et partit émettre un signal pour appeler les autres Autobots. 
Croyant à un vol, Sam suivit comme il put sa voiture et assista à sa transformation en robot.
Il prévient la police, ce qui lui a valu d'être pris pour un drogué.
Plus tard, Sam, puis sa petite amie Mikaela, furent attaqués par les Decepticons Barricade et Frenzy qui voulaient arracher à Sam l'emplacement de Megatron et du Allspark (ce qu'il ne savait pas de toute façon car il ignorait que cet emplacement était gravé sur les lunettes de son arrière-grand-père le capitaine Archibald Witwicky). Bumblebee intervint et sauva les deux adolescents, gagnant ainsi la confiance de Sam. Lorsque Mikaela critiqua maladroitement le fait que Bumblebee ait la forme d'une « épave », celui-ci scanna une Chevrolet Camaro 2007-2008 qui passait par là et en prit la forme pour nouveau mode véhicule. Après quoi, il les amena jusqu'aux autres Autobots, qui les éclairèrent sur la situation.
Un peu plus tard, des militaires capturèrent Bumblebee alors que celui-ci tentait d'aider Sam à échapper aux autorités. Il fut emprisonné jusqu'à ce que Sam obtienne sa libération, puis il aida les humains à réduire la taille du Allspark pour en faciliter le transport. Il accompagna ensuite les soldats à la bataille finale, où il retrouva les autres Autobots et les Decepticons. Durant le combat, il fut gravement blessé aux jambes par Starscream, mais parvint tout de même à participer grâce à l'aide de Mikaela. Bumblebee tua le Decepticon Brawl en lui tirant sur le torse.
Après cette bataille, Ratchet répara avec succès ses pieds et il obtient l'autorisation de rester avec Sam.

#### Transformers 2: La Revanche (Revenge of the Fallen)
Bumblebee réapparaît dans le deuxième film sous forme de Chevrolet Camaro ZL1. Bien que sa boite vocale soit réparée, il a toujours du mal à parler par lui-même, et utilise sa radio, des extraits de film (par exemple des extraits de dialogues du film Forrest Gump) ou des ambiances musicales pour communiquer.
Il vit chez Sam, où il continue à se faire passer pour sa voiture pour assurer son rôle de garde du corps.
Bumblebee intervient vers le début du film, sauvant Sam et sa famille des appareils changés en Transformers agressifs par un fragment du Allspark. Ils détruisent une partie de la maison dans l'attaque, à la fureur de la mère de Sam. 
Peu après, Sam lui annonce qu'il ne peut l'emmener à l'université, ce qui déçoit l'Autobot.
Plus tard, Bumblebee est envoyé par Optimus chercher Sam pour lui demander de l'aide. Durant le trajet, Bumblebee montre une hostilité affirmée envers Alice, bien qu'on ignore si c'est parce qu'il préfère Mikaela ou qu'il soupçonne sa nature Decepticon.
Lorsque Megatron capture Sam, Bumblebee et les autres Autobots interviennent pour le libérer. Après la mort de Prime, Sam fuit avec Leo et Mikaela en sa compagnie, ainsi que celle des jumeaux Mudflap et Skids. Les trois Transformers aident par la suite Sam durant tout le film pour tour à tour trouver Jetfire, puis la Matrice.
Dans la bataille finale, Bumblebee combat Rampage et le tue après avoir éliminé Ravage et Reedman, sauvant la vie de Sam.

#### Transformers 3: La Face cachée de la Lune (Dark of the moon)

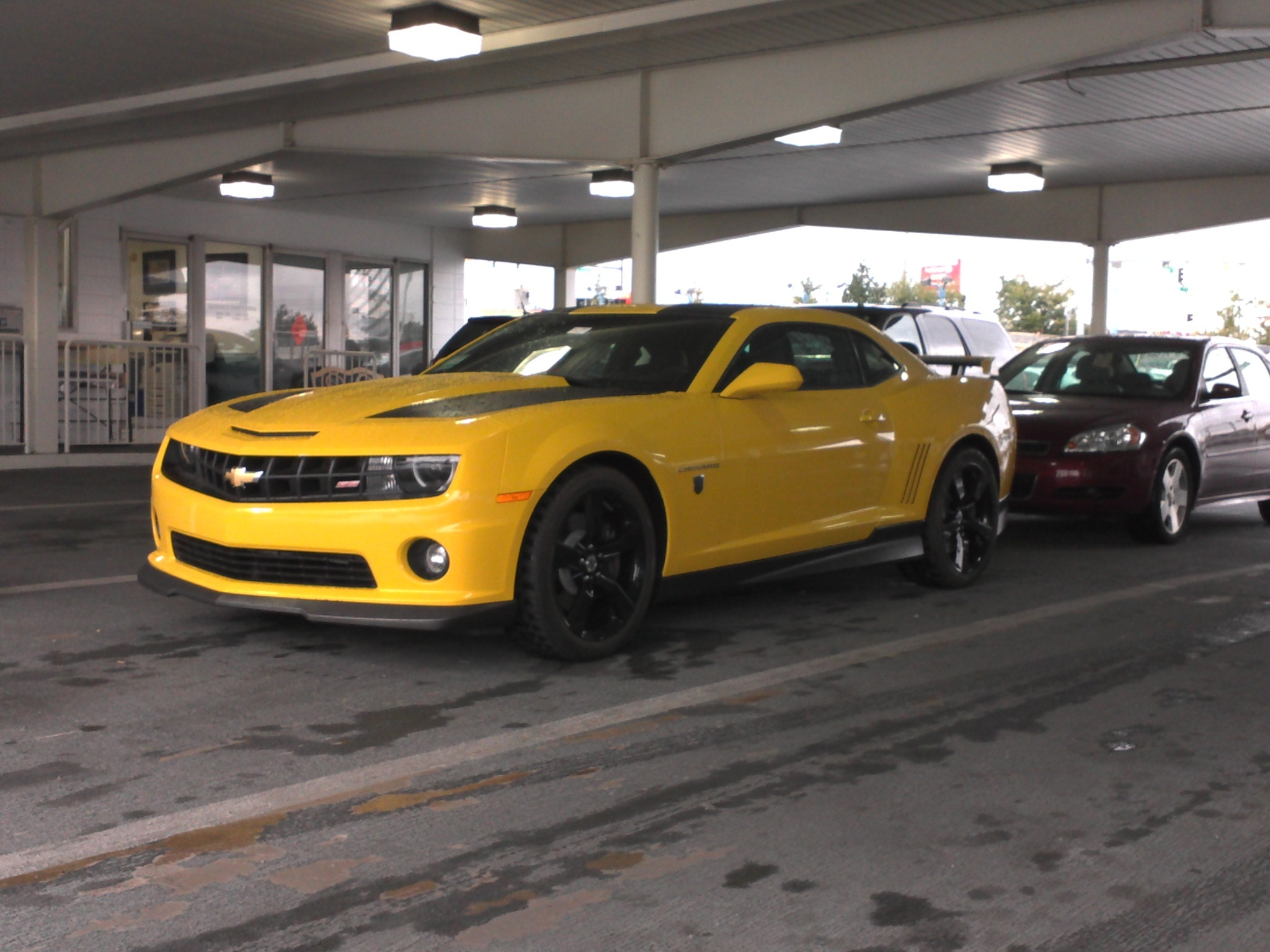
La forme véhicule que prend Bumblebee dans Transformers 3

Bumblebee apparait dans le troisième film sous la forme d'une Chevrolet Camaro ZL1 2011. 
Il travaille pour le NEST avec les autres Autobots auxquels s'est joint Mirage. Il n'a plus le temps de voir Sam.
Plus tard il apparaît quand Sam vient voir Optimus Prime au NEST après avoir été attaqué à son nouveau travail par un Decepticon. Il vient dire aux soldats qui arrêtent Sam que  ce dernier est de leurs côtés. Puis il rentre avec Sam chez la nouvelle colocataire et petite-amie de Sam : Carly.
Plus tard, il fait partie de l'escorte de Sentinel Prime avec Sideswipe et Mirage et parvient à tuer un des Decepticons qui les attaquent (Hatchet) avec l'aide de Mirage. Il aide Sam à aller chercher Carly quand elle s'est fait enlever par Soundwave. Durant la bataille de Chicago, Bumblebee tue Laserbeak d'un tire dans la tête (sa tête était bloqué par Sam en face du canon) car il avait attaqué Sam et Carly.
Il se fait capturer par les Decepticons avec Sideswipe, Ratchet, Wheeljack et Mirage. Après que Wheeljack soit abattu par Barricade, Bumblebee s'apprête à mourir par Soundwave devant Sam et Carly impuissants et en larmes, mais le vaisseau Decepticon saboté par Wheelie et Brains s'écrase et Bumblebee, Sideswipe, Mirage et Ratchet peuvent reprendre le combat. Bumblebee achève durant l'affrontement un Protoforme ainsi que Soundwave en lui tirant sur la poitrine et la tête. Il combat plus tard Sentinel Prime auprès des autres Autobots, puis détruit le pilier principal. Il rejoint ensuite les Autobots aux côtés d'Optimus Prime après que ce dernier ait tué Megatron et Sentinel. En voyant Sam et Carly s'embrasser, il sort de sa poitrine des écrous (en guise d'alliance pour leur éventuel mariage) en fredonnant une chanson. 
Dans le troisième film il utilise la nouvelle technologie mise au point par Optimus Prime : Mech Tech.
Avec cette nouvelle technologie d'armement, Bumblebee possède un canon sur son toit (mode voiture); des lance-missiles sur les côtés et des propulseurs à l'arrière.

#### Transformers 4: L'Âge de l'extinction (Age of extinction)
Après la bataille de Chicago, Bumblebee est resté sur Terre avec les autres Autobots, bien que le gouvernement américain ait rompu tout contact avec les réfugiés extraterrestres et dissout le NEST. Harold Attinger a créé un groupe de travail, Cemetery Wind, dont le but est de traquer les Cybertroniens restants. Bumblebee est en cavale, se déguisant en Camaro beat-up 1972. Optimus retrouve le groupe de survivants Autobots en compagnie de Cade Yeager, Tessa Yeager et Shane. Bumblebee en était provisoirement le chef.
Bumblebee aide plus tard Cade Yeager à créer de fausses cartes d'identité pour infiltrer Kinetic Solutions Incorporated. Il sert plus tard de couverture (Camaro Bourdon 1967) à Cade Yeager et Shane pour rentrer dans KSI pour le scannage de véhicule pour les prototypes de fabrication humaine. Il renverse Stinger, un prototype de fabrication humaine inspiré de lui et prétendument meilleur. Il sera demandé à Shane de partir car la forme que Bumblebee a pris ne correspond pas aux types de véhicule qu'ils scannent. Bumblebee scanne, sous les yeux impressionnés de Tessa et Shane, un nouveau véhicule (Camaro Chevrolet 2014) et obtient une nouvelle apparence physique identique à Stinger qu'il garda seulement le reste du film. Bumblebee participe à l'attaque du building de KSI pour sauver Cade, qui s'est fait attaquer dans un des labos. Il s'accroche à Drift dans sa version hélicoptère pour monter dans le building et ainsi sauver Cade de Harold Attinger. Durant la bataille finale à Hong-Kong, avec les autres Autobots, il tue plusieurs Traxes et Stinger (aidé des Dinobots). Vers la fin du film, Cade demande à Bumblebee d'emmener Tessa et Shane loin de la ville. Mais l'adolescente refusant d'abandonner son père ordonne à Bumblebee de lui venir en aide. Une fois sur place, Bumblebee et Cade affrontent Lockdown pendant que Tessa et Shane aident Optimus. Enfin libre, Prime achève Lockdown pour de bon.
Bumblebee et Optimus sont les deux seuls Autobots vivants parmi ceux qui étaient présents depuis le premier film.

#### Transformers 5: The Last Knight
Bumblebee apparait pour la première fois lorsqu'il détruit une sentinelle avant de neutraliser les soldats de la TRF. Il rejoint, avec Cade et Hound, le reste des Autobots dans une casse situé au Dakota du Sud, où les derniers Autobots survivants se cachent. Lorsque les Autobots sont prévenus de l'arrivée des Decepticons, Bumblebee fuit avec les autres. Il s'arrêtent dans une ville déserte et éxecutent leur plan pour repousser les Decepticons. Cela fonctionne puisque Dreabdot est éliminé par Grimlock, Onslaught par Drift et Crosshairs, tandis que Bumblebee achève Mohawk en lui tirant dessus. Il accompagne Cade en Angleterre où il retrouve son ancien ami Hot Rod. Plus trad, Optimus Prime (changé en Nemesis Prime par Quintessa) arrive et force Wembley a lui donner le baton. Bumblebee affronte son ancien ami mais il est vaincu. Au moment où Nemesis est sur le point de tuer Bumblebee, celui-ci lui parle avec sa vraie voix et Optimus revient à lui. Lors de la bataille finale, il tue Nitro Zeus puis affronte Megatron avec Hound et Hot Rod, avant qu'Optimus n'arrive et éjecte Megatron. Il se débarrasse ensuite de Quintessa en lui tirant dessus. 
Bumblebee retourne sur Cybertron avec ses camarades.

#### Bumblebee
Dans ce film, servant de reboot à la saga cinématographique, le personnage arborera un look plus proche de la Génération 1, son mode véhicule est un Coccinelle Type 1.
Bumblebee, appelé à l'origine B-127, est un jeune éclaireur Autobot aux ordres d'Optimus Prime. Alors que la guerre sur Cybertron allait être perdu, Optimus envoya B-127 sur Terre, afin de préparer un refuge pour les Autobots et protéger la planète d'une éventuelle attaque de leurs ennemis.
Fortement endommagé et son synthétiseur vocal détruit au cours d'un combat contre Blitzwing, B-127 échappe à une troupe militaire et échoue sur une plage, en 1987, où il se transforme en Volkswagen Coccinelle jaune, avant de se désactiver. 
Il est plus tard retrouvé et réactivé par une jeune fille du nom de Charlie Watson qui lui donna son nom.

#### Transformers: Rise of the Beasts
Bumblebee revient dans ce film adoptant sa forme de Chevrolet Camaro qu'il a obtenu à la fin de son film.
Il est présent aux côtés d'Optimus Prime, Mirage et Arcee. Bien qu'il ait raconté son histoire à Optimus, ce dernier reste méfiant vis à vis des humains. Lorsque les Terrorcons apparaissent et attaquent le musée où se trouve la clé TransWarp, Bumblebee se bat aux côtés de ses compagnons, mais est tué par Scourge en voulant sauver son chef. Le Terrorcon lui arrache également son insigne en guise de trophée.
Son corps sera transporté par Stratosphere dans un village caché du Pérou où se trouve de l'Energon inerte, Optimus Primal estimant que c'est le bon endroit où l'éclaireur pourra reposer en paix. Plus tard, une explosion d'énergie, provoqué par l'ouverture du pont spatial des Terrorcons, renforce l'Energon et permet de ressusciter Bumblebee. Ce dernier est donc amené sur le champ de bataille par Stratosphere pour qu'il puisse prêter main-forte à ses coéquipiers. Il tuera Nightbird et se battra aux côtés de Noah, portant Mirage en tant qu'armure.
À la fin du film, il récupère son insigne et retourne à New-York avec les Autobots.

#### Transformers: Le Commencement
Bumblebee est un des personnages principaux du film Transformers : Le Commencement, sous son ancienne identité B-127 et est interprété par Keegan-Michael Key. 
Il est ici un jeune bot sans T-cog travaillant dans les mines de Cybertron, plus précisément dans le tri des déchets dans les niveaux les plus bas des mines. Mais tout changera pour lui quand il rencontre ses nouveaux amis Orion Pax (futur Optimus Prime) et D-16 (futur Mégatron). Il les aide à sortir et à prendre un train pour accéder à la surface et suivre la piste d'un message de détresse laissé par Alpha Trion.

## Commentaire
Ce personnage n'est pas à confondre avec Bumblebee (comics) de DC Comics.